# 7,62 × 51 mm OTAN
 (décembre 2024).
La munition .308 Winchester ou 7,62 × 51 mm OTAN (nomenclature officielle OTAN « 7.62 NATO ») est une munition pour arme rayée (carabines, fusils) développée dans les années 1950 par la société Winchester comme standard pour les armes de petit calibre entre les pays de l'OTAN.
Développée après la Seconde Guerre mondiale pour remplacer comme standard dans les armes légères de l'armée des États-Unis la munition .30-06 Springfield (introduite en 1906) devenue obsolète et considérée comme trop lourde, de trop grande taille et générant un recul trop important, la 7,62 × 51 mm est à la fois plus petite et moins lourde que cette dernière tout en conservant des performances proches à distance moyenne.
Lancée sur le marché civil par Winchester en 1952 puis adoptée comme munition du fusil M14 en 1954 par l'armée des États-Unis, elle est chambrée dans de nombreuses armes emblématiques de la Guerre froide comme le fusil d'assaut FN FAL, les mitrailleuses polyvalentes M60 et FN MAG ou encore le fusil semi-automatique FN SCAR. Elle est également une des munitions de chasse les plus populaires au monde, utilisée autant pour la chasse aux grands mammifères (chevreuil, cerf, sanglier, élan) que pour le tir à longue distance.
Supplantée par la 5,56 × 45 mm, moins lourde et permettant un meilleur contrôle en tir automatique, dans son rôle de munition « de base » du fantassin, elle est néanmoins toujours utilisée dans des fusils de précision même si d'autres munitions comme le 6,5 Creedmoor lui sont désormais préférées car plus précises à longue distance.
Il ne faut pas la confondre avec la munition soviétique 7,62 × 39 mm.

## Appellation
L'appellation « .308 Winchester » est le nom commercial de cette munition exprimé en pouce et suivi du nom de la société qui est à l'origine de sa création. Cette dénomination est utilisée dans les pays anglo-saxons et dans le milieu de la chasse.
La dénomination internationale est métrique : le diamètre du canon est 7,62 mm et la longueur de l'étui est 51 mm. l'OTAN a par la suite adopté la munition comme standard.
En réalité le projectile a un diamètre moyen de 0,308 pouces soit 7,82 mm, ce qui est également le diamètre du canon mesuré au fond des rayures.

## Historique

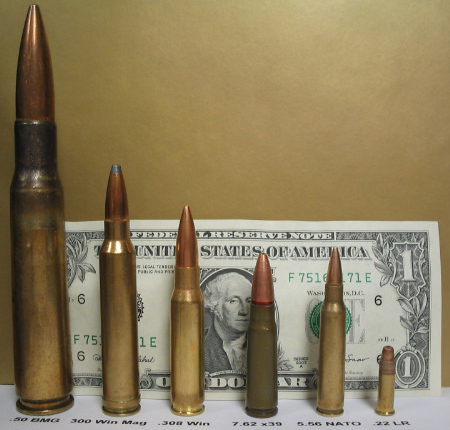
De gauche à droite : Calibres 12,7 OTAN, .300 Winchester Magnum, .308 Winchester (7,62 OTAN),, 5,56 OTAN, et .22 LR.

À la fin de la seconde guerre mondiale, les forces armées des États-Unis utilisent la munition .30-06 Springfield, introduite en 1906 et disposent de plusieurs armes qui la chambrent : le fusil semi-automatique M1 Garand, le fusil mitrailleur Browning BAR ou encore la mitrailleuse Browning 1919. Cependant, la munition est obsolète, lourde et encombrante et le tir automatique est difficilement contrôlable sur une arme d'épaule. De plus, les progrès des poudres permettaient de réduire le volume et donc le poids de la munition sans perdre trop de performances. Une munition plus courte et légère permettait au soldat d'emporter davantage de cartouches mais également de fabriquer des armes au mécanisme plus petit donc consommant moins de matériaux.
De nombreux essais débutent en 1944, particulièrement avec le développement par l'arsenal de Frankford d'une série de cartouches expérimentales nommées T65 inspirées de la .300 Savage. Winchester, ayant perçu un marché pour un nouveau calibre civil, introduit ce nouveau calibre en 1952 sur le marché américain sous le nom de .308 Winchester.
En 1954, sous l'influence des États-Unis, l'OTAN adopte cette nouvelle munition pour les fusils d'assaut, fusils mitrailleurs et mitrailleuses sous la dénomination 7,62 OTAN.
Dans les années 1950, après avoir testé des prototypes de fusils d'assaut, l'Armée de terre française a principalement adopté cette munition pour son fusil mitrailleur Arme Automatique 7,62 N Modèle F1 (encore connu sous le nom d'AA-52) et ses fusils de précision FR-F1 puis FR-F2, remplaçant alors l'ancienne munition française 7,5mm MAS.
Dans les années 1970, l'OTAN adopte pour les fusils un nouveau calibre développé par l'armée américaine : le 5,56 × 45 mm. La 7,62 reste toutefois utilisée pour les mitrailleuses moyennes (exemples : MG3 et FN MAG), et certaines armes de tireur d'élite.
L'uniformisation des munitions des armes des membres de l'OTAN étant devenue effective pour tous les types d'armement, la FN Herstal s'empressa d'adapter le FAL qu'elle venait de concevoir pour la nouvelle munition et de développer par la suite la FN MAG, calibre est aussi adopté pour les HK G3 et US M14.

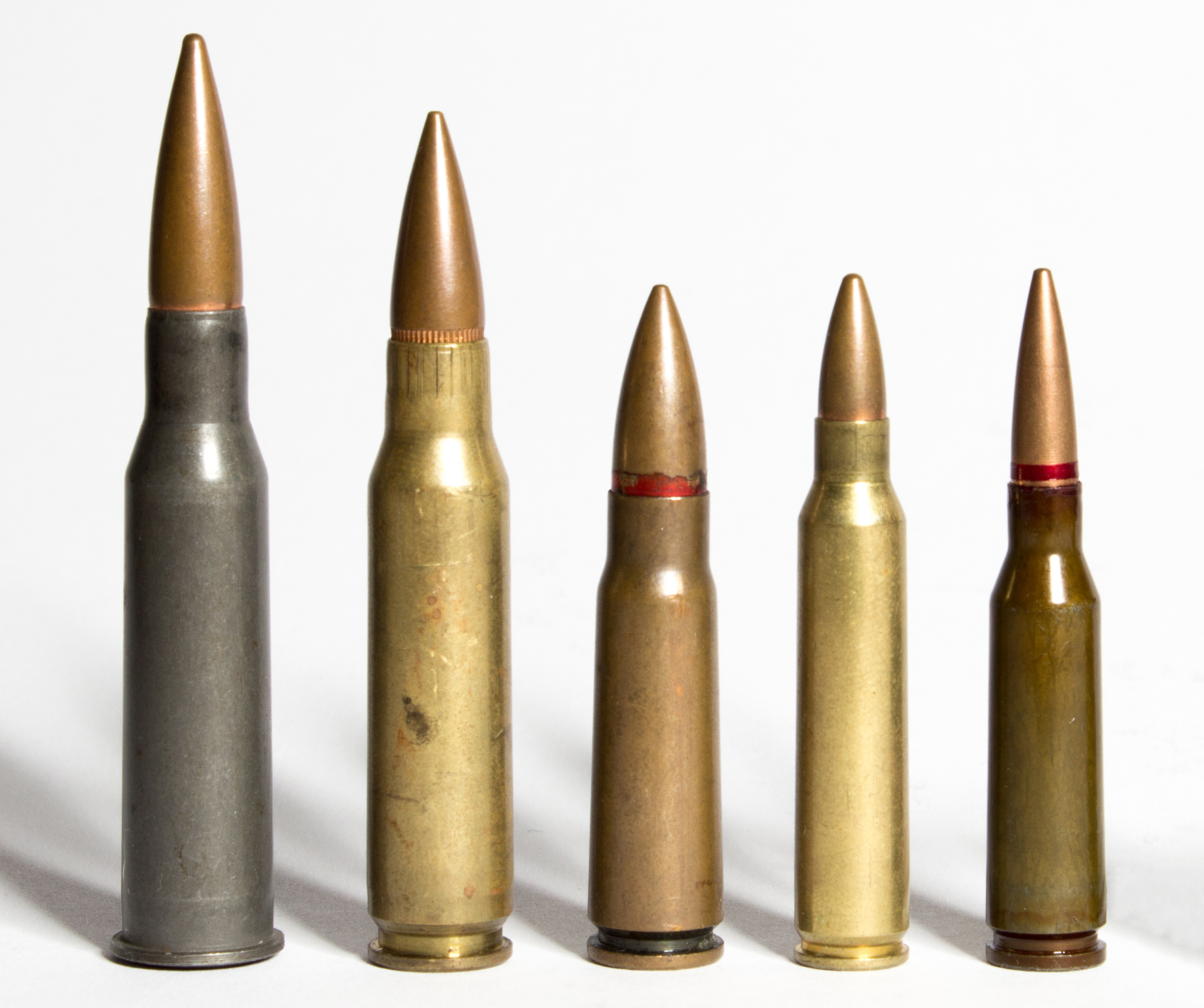
De gauche à droite : 7.62×54mmR russe, 7.62×51mm OTAN, 7.62×39mm, 5.56×45mm OTAN, 5.45×39mm.

Cette nouvelle munition est toutefois critiquée pour son énergie excessive pour une arme légère. Le tir automatique est difficilement contrôlable et la taille des munitions limite à la fois la contenance des chargeurs à 20 coups, mais limite aussi le nombre de munitions qu'un soldat peut emporter en opération. Ainsi, les armées japonaises et espagnoles utilisèrent des versions sous-chargées de la 7,62 OTAN.
Depuis quelque temps, la munition 7,62 revient en force sur les variantes lourdes de fusils d'assaut, tels que le HK 417 et le SCAR H. En effet, la guerre urbaine nécessite des balles de calibre suffisant pour pouvoir perforer des parois plus importantes.
En 2005, la munition 7,62 est fabriquée dans plus de 50 pays et existe dans une multitude de variantes destinées aux militaires, aux chasseurs et aux tireurs sportifs.
Le plus long tir au but confirmé pour une arme de calibre 7,62 × 51 mm OTAN durant la guerre d'Irak eut lieu lors de la deuxième bataille de Falloujah. Le Chief scout sniper Herbert Hancock, réserviste de 35 ans, policier dans le civil, appartenant à la Company B, 1st Battalion, 23rd Marine Regiment tua avec son fusil M40 A3 deux servants de mortier à 960 mètres de distance, distance ayant été confirmée après coup grâce à un relevé GPS.

## Comparaisons balistiques des munitions d'armes d'épaule les plus répandues
Ce tableau présente les caractéristiques balistiques des munitions d'armes d'épaule les plus connues. La performance utile typique se base sur les caractéristiques des munitions standard du marché les plus fréquemment rencontrées, cela à titre de comparaison.
La performance d'une munition, c'est-à-dire son impact sur la cible s'exprime en joules selon la formule {\displaystyle ec=1/2\times m\times v^{2}} où {\displaystyle m} est la masse et {\displaystyle v} la vitesse de la balle
Le recul ressenti dans l'arme se mesure, lui, par la quantité de mouvement exprimée en {\displaystyle kg.m/s} selon la formule {\displaystyle q=m\times v}
Ainsi une munition de calibre .270 Winchester a une performance supérieure à une munition de 7,57 mm Mauser (3 670 J contre 3 035 J), mais provoque un recul équivalent (7,86 kg m/s contre 7,89 kg m/s)
|                                   | Données balistiques (munitions du marché) | Données balistiques (munitions du marché) | Données balistiques (munitions du marché) | Données balistiques (munitions du marché) | Données balistiques (munitions du marché) | Données balistiques (munitions du marché) | Données balistiques (munitions du marché) | Données balistiques (munitions du marché) | Données balistiques (munitions du marché) | Données balistiques (munitions du marché) | performance utile typique*[pas clair][réf. nécessaire] | performance utile typique*[pas clair][réf. nécessaire] | performance utile typique*[pas clair][réf. nécessaire] | performance utile typique*[pas clair][réf. nécessaire] |
| Munition                          | Diamètre balle (mm)                       | Diamètre balle (pouce)                    | longueur cartouche (mm)                   | longueur douille (mm)                     | poids balle (g)                           | poids balle (Grain)                       | vitesse min (m/s)                         | vitesse max (m/s)                         | Énergie min (J)                           | Énergie max (J)                           | Poids (grain)                                          | Vitesse (m/s)                                          | Énergie (J)                                            | Recul (kg m/s                                          |
| --------------------------------- | ----------------------------------------- | ----------------------------------------- | ----------------------------------------- | ----------------------------------------- | ----------------------------------------- | ----------------------------------------- | ----------------------------------------- | ----------------------------------------- | ----------------------------------------- | ----------------------------------------- | ------------------------------------------------------ | ------------------------------------------------------ | ------------------------------------------------------ | ------------------------------------------------------ |
| .22 LR                            | 5,56                                      | .223                                      | 25,40                                     | 15,60                                     | 1,9 - 2,6                                 | 30-40                                     | 370                                       | 500                                       | 180                                       | 260                                       | 32                                                     | 440                                                    | 200                                                    | 0,91                                                   |
| 5,56 x 45 mm Otan .223 Remington  | 5.69                                      | .224                                      | 57,40                                     | 44,70                                     | 3 - 4                                     | 30-60                                     | 850                                       | 993                                       | 1670                                      | 1890                                      | 55                                                     | 988                                                    | 1740                                                   | 3,52                                                   |
| .222 Remington                    | 5,69                                      | .224                                      | 54,10                                     | 43,20                                     | 4-5                                       | 50-77                                     | 890                                       | 1090                                      | 1450                                      | 1600                                      | 50                                                     | 957                                                    | 1485                                                   | 3,10                                                   |
| .243 Winchester                   | 6,20                                      | .243                                      | 68,83                                     | 51,90                                     | 4 - 6                                     | 62 - 90                                   | 920                                       | 1240                                      | 2500                                      | 2900                                      | 90                                                     | 945                                                    | 2600                                                   | 5,51                                                   |
| .270 Winchester                   | 7,00                                      | .285                                      | 84,80                                     | 64,50                                     | 6                                         | 90-130                                    | 910                                       | 1100                                      | 3500                                      | 4000                                      | 130                                                    | 933                                                    | 3670                                                   | 7,86                                                   |
| 7 × 57 mm Mauser                  | 7,24                                      | .285                                      | 78,00                                     | 57,00                                     | 8-12                                      | 124-180                                   | 700                                       | 900                                       | 3000                                      | 3700                                      | 160                                                    | 765                                                    | 3035                                                   | 7,93                                                   |
| 7x64 mm Brennecke                 | 7,24                                      | .355                                      | 84,00                                     | 64,00                                     | 8-12                                      | 124-180                                   | 820                                       | 920                                       | 3300                                      | 4000                                      | 162                                                    | 800                                                    | 3360                                                   | 8,40                                                   |
| 7 mm Rem Mag                      | 7,20                                      | .284                                      | 84,00                                     | 64,00                                     | 8-10                                      | 124-154                                   | 870                                       | 1100                                      | 4000                                      | 4400                                      | 150                                                    | 945                                                    | 4340                                                   | 9,18                                                   |
| 7,62 x 51 mm Otan .308 Winchester | 7,80                                      | .308                                      | 69,90                                     | 51,20                                     | 9,5-11,3                                  | 145-175                                   | 780                                       | 860                                       | 2900                                      | 3600                                      | 150                                                    | 860                                                    | 3594                                                   | 8,36                                                   |
| .300 Win Mag                      | 7,80                                      | .308                                      | 85,00                                     | 67,00                                     | 8,7-13                                    | 135-200                                   | 900                                       | 990                                       | 4500                                      | 5000                                      | 180                                                    | 900                                                    | 4725                                                   | 10,50                                                  |
| 30-06 Springfield                 | 7,80                                      | .308                                      | 85,00                                     | 63,00                                     | 9-15                                      | 140-230                                   | 750                                       | 890                                       | 3800                                      | 4000                                      | 180                                                    | 825                                                    | 3970                                                   | 9,62                                                   |
| 7,92x57 mm Mauser                 | 8,22                                      | 324                                       | 82,00                                     | 57,00                                     | 11-15                                     | 170-230                                   | 720                                       | 800                                       | 4800                                      | 4800                                      | 200                                                    | 740                                                    | 3550                                                   | 9,60                                                   |
| .338 Win Mag                      | 8,60                                      | .338                                      | 84,80                                     | 64,00                                     | 11-15                                     | 170-230                                   | 760                                       | 900                                       | 3500                                      | 5300                                      | 200                                                    | 900                                                    | 5250                                                   | 11,66                                                  |
| 9,3x62 mm Mauser                  | 9,30                                      | .366                                      | 83,60                                     | 62,00                                     | 16 - 26                                   | 240-350                                   | 720                                       | 800                                       | 4300                                      | 5200                                      | 250                                                    | 745                                                    | 4495                                                   | 12,06                                                  |
| .375 H&H                          | 9,50                                      | .375                                      | 91,00                                     | 72,40                                     | 16-26                                     | 240-350                                   | 700                                       | 882                                       | 5500                                      | 6300                                      | 270                                                    | 800                                                    | 5600                                                   | 14,00                                                  |

## Variantes militaires de l'US Army
La 7,62 OTAN de l'armée américaine est appelée M80 Ball quand elle est équipée du projectile ordinaire à pointe jaune. Les balles perforantes et traçantes sont respectivement dénommées M61AP (pointe noire) et M62T (pointe orange). Il existe une M118 (174 gr) et une M118LR (175 gr) pour l'utilisation dans les armes de tireurs de précision (M24, M40Ax, M14, M1A, M25, M110…).

## Balistique des munitions de chasse de la .308 Winchester
- Masse des balles : 7,1/9,7/11,7 g
- Vitesses initiales : 800/860/1 000 m/s
- Énergies initiales : 3 550-3 744 J
- Nature des gibiers : orignal (élan d'Amérique), chevreuil (cerf de Virginie), ours noir, ours brun et grizzly

## Fabricant
- Metallwerk Elisenhütte GmbH

## Sources
Cet article est issu de la lecture des revues spécialisées de langue française suivantes :
- Cibles (Fr)
- AMI (B, disparue en 1988)
- Gazette des Armes
- Action Guns
- Raids
- Assaut